# Coelichneumon terebratus
Coelichneumon terebratus är en stekelart som beskrevs av Heinrich 1961. Coelichneumon terebratus ingår i släktet Coelichneumon och familjen brokparasitsteklar. Inga underarter finns listade i Catalogue of Life.